# Grammatotria lemairii
Grammatotria lemairii – gatunek słodkowodnej ryby z rodziny pielęgnicowatych (Cichlidae), jedyny przedstawiciel rodzaju Grammatotria. Hodowana w akwariach.

## Występowanie
Gatunek endemiczny jeziora Tanganika w Afryce Wschodniej.

## Opis
Osiąga w naturze do 26 cm długości.
| Zalecane warunki w akwarium | Zalecane warunki w akwarium |
| --------------------------- | --------------------------- |
| Zbiornik                    | duży                        |
| Temperatura wody            | 24–27 °C                    |
| Twardość wody               | twarda 8–25°n               |
| Skala pH                    | 7,3–8,8                     |
| Pokarm                      | żywy, mrożony               |

## Ochrona
Gatunek wpisany do Czerwonej Księgi Gatunków Zagrożonych w kategorii LC.